# Masca

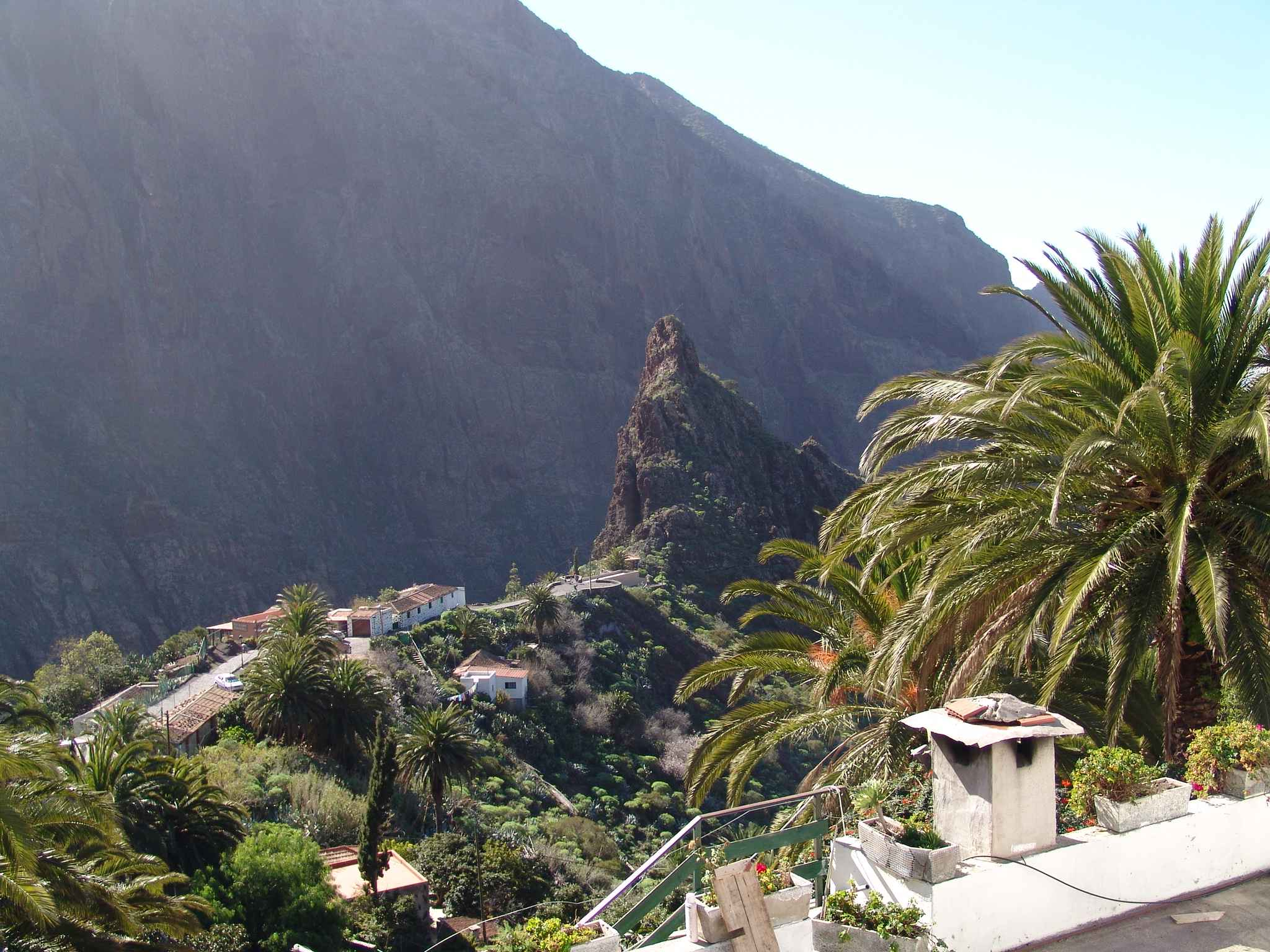
Vy över Masca.

Masca är en liten apelsinby som ligger i Teneriffas nordvästra hörn. Byn byggdes av Guancherna - Teneriffas urinvånare. De levde helt utan kontakt med den övriga delen av ön väldigt länge. Byn är uppbyggd i en ravin med 600 meter höga bergväggar. År 1496 intog conquistadorerna dalen och dräpte befolkningen som bodde där.
Byn har varit helt gömd för den resterande delen av ön fram till 1927. Då fick de telefon men de kunde fortfarande inte ta sig därifrån utan flera dagars vandring till fots eller med åsna. 1991 byggdes en smal slingrig väg som gick ner till dalen. 
Idag bor 120 invånare kvar i de gamla vita stenhusen med terrakottatak. Det kommer massor av turister och vandrare till Masca varje dag, det sägs att det är ett paradis eller ett Mekka för vandrare med alla sina fina vyer och utsikter. Byn är uppbyggd runt en kyrka som ligger på ett palmkantat torg. Det finns också ett museum som visar utställningar av deras enkla men smarta föremål som användes i den avlägsna byn för att göra livet lättare.

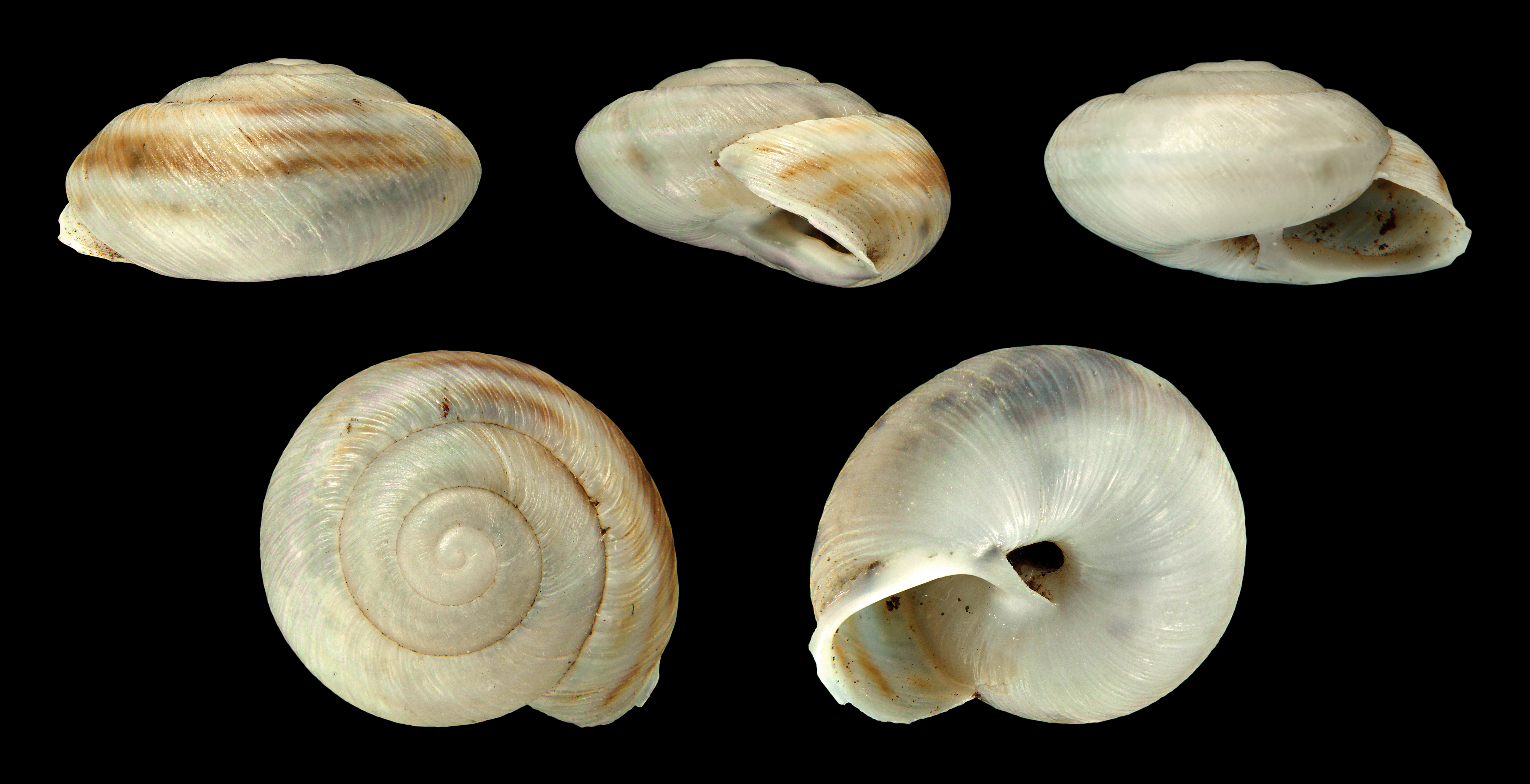
Hemicycla mascaensis

Det finns mycket natur och växtlighet i byn till exempel kaktus, bougainvillea, aloe, apelsin, citron och grapefrukt. Snigelarten Hemicycla mascaensis, som är endemisk på Kanarieöarna är uppkallad efter Masca.